# 글로리아 오워바
글로리아 오워바(Gloria Orwoba, 1986년 5월 25일 ~)는 케냐의 통합민주동맹(UDA) 소속 정치인으로, 2022년부터 케냐 상원에서 여성을 대표하는 지명 상원의원으로 재직 중이다.

## 어린 시절과 교육
오워바와 세 자매는 나이로비에서 태어났으며 키시현 출신의 한부모 아버지 밑에서 자랐다. 아버지는 공무원이었으며 헐링엄 지역의 야야 센터 근처에서 자녀들을 양육했다. 오워바는 킬리마니에 있는 세인트 조지 여자 중등학교를 다녔으며, 이후 나이로비 대학교에서 건축학 디플로마를 취득했다. 그 후 사회복지학 학위를 취득했으며 현재는 리더십과 경영학 학위를 취득 중이다. 2015년에는 가족과 함께 스웨덴으로 이주했으며, 이후 덴마크에서 페이스북 데이터 센터를 관리했다.

## 정치 경력
2017년, 오워바는 키시이 카운티 청년 행정관직에 출마하기 위해 잠시 케냐로 돌아왔으나 낙선했다. 2019년, 그는 영구적으로 케냐로 돌아와 키시현의 보바시 선거구에서 통합민주동맹(UDA) 후보로 출마할 의사를 밝혔다. 그러나 이후 예비선거에서 부패 혐의를 제기한 남성 후보에게 패배했다.
오워바는 지역사회 활동가로 일했으며, 우지 야 글로 영양 프로그램을 시작했다. 이 프로그램은 보바시 선거구 내 13개 초등학교에 매일 한 컵의 포리지와 빵 두 조각을 제공했다. UDA 당원으로서 그는 2022년 케냐 총선에서 당의 후보였던 윌리엄 루토를 적극 지지했으며, 루토의 포용성과 모든 케냐 집단에 대한 권한 부여에 초점을 맞춘 점을 칭찬했다. 그는 루토의 대선 운동을 공개적으로 지지했으며, 이후 루토는 대통령에 당선되었다.
오워바는 2022년에 여성을 대표하는 지명 상원의원으로 선출되었다. 이는 상원이 여성, 청년, 장애인을 대표하는 추가 의원을 두는 규정에 따른 것이다. 상원의원으로서 오워바는 여성의 권리를 옹호하는 활동가가 되었으며, 정부가 케냐의 생리 빈곤 문제에 더 적극적으로 대응할 것을 촉구했다. 그는 케냐의 가부장적 권력 체계와 남성들의 생리에 대한 지식 부족이 생리 빈곤 문제를 악화시키고 있다고 지적했다. 이에 대한 증거로 콘돔은 무료로 제공되는 반면 탐폰은 종종 비싸다는 사실을 언급했다. 그는 2019년 보메트현 카비앙게크 출신의 14세 소녀 재클린 체프응게노가 교사로부터 생리 관련 수치심을 받은 후 자살한 사건을 계기로 생리 빈곤 활동가가 되었으며, 생리에 대한 금기를 해소하고자 하는 동기를 얻었다고 밝혔다. 2023년, 그는 공공서비스·성평등·적극적 조치부에 케냐의 모든 학교에 무료 위생용품을 제공할 것을 요구하는 동의안을 제출했다. 또한 모든 학교에 여성 위생용품을 처리할 수 있는 적절한 장비를 갖출 것을 요청했다.

### 2023년 생리 관련 사건
2023년 2월 14일, 오워바는 국회 의사당에서 열린 본회의에 사타구니 부분이 붉게 얼룩진 흰색 바지를 입고 참석했다. 회의 중 타비타 무틴다 상원의원은 의장인 아마손 킹기에게 오워바의 차림새가 상원의 복장 규정을 위반했는지에 대한 판결을 내려줄 것을 요청했다. 킹기는 결국 오워바가 회의장을 나가 깨끗한 옷으로 갈아입고 돌아와야 한다고 판결했다. 우연히도 같은 날 별도의 사건에서 동료 상원의원인 카렌 냐무가 소매 없는 드레스를 입고 회의장에서 퇴장을 요구받았다.
오워바의 행동에 대한 반응은 엇갈렸으며, 이 사건이 우연한 사고였는지 혹은 의도된 홍보 수단이었는지에 대한 논쟁이 있었다. 무틴다는 오워바의 차림새를 "부적절하다"고 말하며 여성과 소녀들에게 좋은 역할 모델이 되지 못한다고 비난했다. 에녹 왐부아 상원의원은 오워바의 행동을 "이 의회의 수치"라고 불렀으며, 레다마 올레 키나온 상원의원은 오워바가 정치적 주장을 하기 위해 생리를 가장했다고 주장했다. 킹기는 오워바에게 회의장을 나가라고 한 것은 그가 생리 중이어서가 아니라 옷을 갈아입을 기회를 주기 위함이었다고 거듭 강조했다.
오워바는 그의 행동에 대해 찬사를 받기도 했다. 나이로비현의 현지사인 존슨 사카자는 오워바의 행동을 "대담하고 도발적"이라고 평가하며 나이로비 전역에 무료 생리대 보급을 촉진하겠다고 약속했다. 미디어 인사인 자넷 음부구아는 오워바가 케냐의 생리 빈곤 운동을 "되살렸다"고 칭찬했다.
오워바는 자신이 상원의 복장 규정을 준수했다고 주장했으며, 얼룩은 "우연한 사고"였지만 이를 통해 케냐 사회의 생리 빈곤과 생리에 대한 낙인 문제를 제기하는 데 활용했다고 말했다. 사건 직후 그는 나이로비의 한 학교를 방문해 생리용품을 배포했다. 오워바는 생리를 가장했다는 비난에 대해 자신을 변호했으며, 사건 이후 트위터에서 사이버 괴롭힘의 대상이 되었다고 전했다.
이 사건 이후, 그는 나이로비에 광고판을 후원했는데, 이 광고판에는 흰색 티셔츠를 입은 오워바의 이미지와 함께 "당신이 할 수 있는 일은 내가 피를 흘리면서도 할 수 있다"라는 문구가 적혀 있었다.

## 사생활
오워바에게는 세 자녀가 있다.